# گارد ساحلی ایالات متحده آمریکا

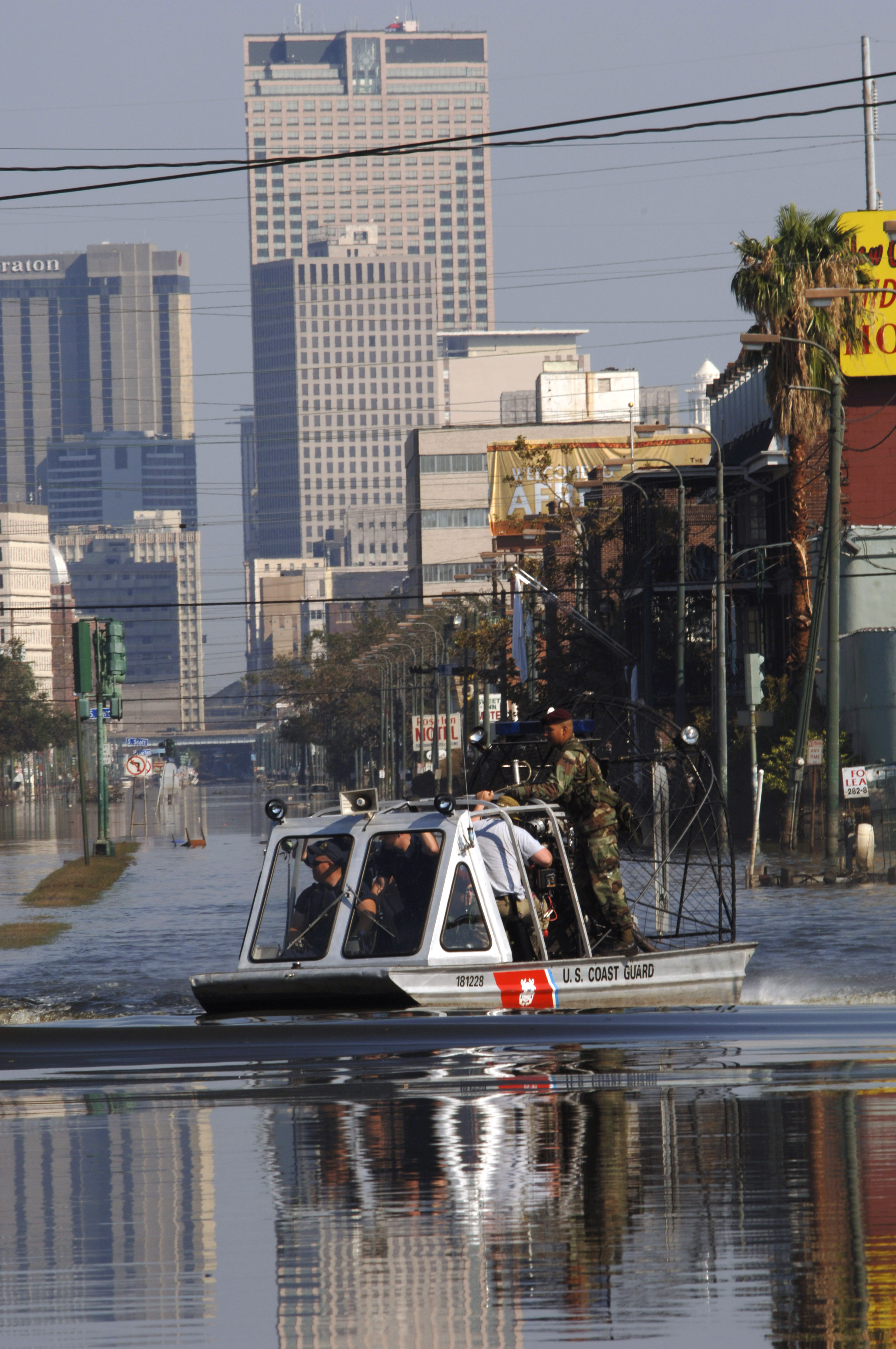
نگهبان ساحلی ایالات متحده آمریکا در حال گشت زنی در میان خیابان‌های سیل زده شهر نیو اورلئان پس از وقوع تندباد کاترینا.

گارد ساحلی ایالات متحده آمریکا (به انگلیسی: United States Coast Guard) در سال ۱۷۹۰ توسط کنگره ایالات متحده آمریکا تأسیس شد. وظیفهٔ این نیرو کنترل و نظارت بر اجرای مقررات دریایی است. در هنگام صلح زیر نظر وزارت ترابری ایالات متحده آمریکا و در هماهنگی با وزارت امنیت داخلی ایالات متحده آمریکا فعالیت می‌کند؛ اما در زمان جنگ، زیر فرمان رئیس‌جمهور ایالات متحده آمریکا به عنوان فرماندهٔ کل قوا قرار می‌گیرد.
فرماندهٔ گارد ساحلی ایالات متحده آمریکا از سوی رئیس‌جمهور ایالات متحده آمریکا و با تأیید مجلس سنای ایالات متحده آمریکا انتخاب می‌شود.

## وبگاه رسمی
- www.uscg.mil

## یادکرد ویکی‌پدیا
- مشارکت‌کنندگان ویکی‌پدیا. «United States Coast Guard». در دانشنامهٔ ویکی‌پدیای انگلیسی، بازبینی‌شده در ۱۶ فوریهٔ ۲۰۲۵.

1. ↑  Prior to the formation of the modern U.S. Coast Guard by merger of the U.S. Revenue Cutter Service and the U.S. Life-Saving Service in 1915, the Revenue Cutter Service had been under the control of the U.S. Department of the Treasury from its creation in 1790. The U.S. Life-Saving Service dated from 1871 and was also under the control of the U.S. Department of the Treasury.